# Hamidou Makalou
Hamidou Makalou (* 15. Juli 2006 in Bamako) ist ein malischer Fußballspieler, der aktuell bei Stade Brest in der Ligue 1 spielt.

## Karriere

### Verein
Makalou begann seine fußballerische Ausbildung bei der JMG Academy in Bamako. Im Jahr 2023 wechselte er zum Guidars FC, ebenfalls in Mali. Nach fast zwei Jahren dort unterschrieb er im März 2025 einen Vierjahresvertrag bei Stade Brest in der Ligue 1. Am 16. März 2025 (26. Spieltag) debütierte er nach Einwechslung bei einem 0:0-Unentschieden gegen Stade Reims für die Profis in der höchsten französischen Fußballliga.

### Nationalmannschaft
Im November und Dezember 2023 nahm Makalou mit der malischen U17-Nationalmannschaft an der U17-WM 2023 teil. Er spielte in allen sieben Partien von Beginn an, erzielte zwei Tore und bereitete einen Treffer vor. Mit seiner Mannschaft erreichte er den dritten Platz, wobei er im Spiel um Platz drei gegen Argentinien traf und vorbereitete. Makalou gewann persönlich den silbernen Ball als zweitbester Spieler des Turniers hinter Paris Brunner.

## Auszeichnungen
Silberner Ball: U17-WM 2023